# Антоні Урбанський
Антоні Урбанський (пол. Antoni Urbański; 1873, Рижавка, зараз Жмеринський район, Вінницька область — 1950, Козажев Дольни, Польща) — професор, автор серії з 4 книг Memento kresowe, виданого у 1920-х роках (про землі, які до 1772 року входили до Першої Речі Посполитої і які Друга Річ Посполита не спромоглася повернути після Першої світової війни.